# Parco eolico di Roscoe
Il parco eolico di Roscoe è un parco eolico statunitense situato a Roscoe, in Texas, tra i maggiori al mondo per potenza eolica installata. Se si tiene conto dei parchi eolici multipli, il parco di Roscoe si colloca al secondo posto dopo il parco eolico di Gansu, in Cina, con una produzione totale, nel novembre 2010, di ben 5 160 megawatt.
Con le sue 627 turbine eoliche, che arrivavano ad una potenza nominale di 781,5 Megawatt nell'ottobre 2009, ha superato il precedente record che apparteneva al parco eolico di Horse Hollow, che arrivava a 735,5 megawatt.
Il progetto, costato più di un miliardo di dollari, produce abbastanza energia per soddisfare il fabbisogno di circa 230 000 case texane e si trova a circa 320 km ad ovest di Fort Worth; la centrale è suddivisa in 4 contee e copre una superficie di 400 km².
Il progetto è stato realizzato con l'ausilio di Cliff Etheredge, imprenditore del cotone del luogo. Oltre che per le dimensioni, la centrale è particolare anche per il gran numero di proprietari terrieri coinvolti nel progetto, ben 400, che si spartiscono le relative royalties.